# Prima Republică Spaniolă
Republica Spaniolă (în spaniolă República Española), cunoscută și ca Prima Republică Spaniolă pentru a se distinge de Republica Spaniolă din 1931-1939, a fost un regim politic de scurtă durată care a existat în Spania între proclamația parlamentului din 11 febuarie 1873 și 29 decembrie 1874 când Generalul Arsenio Martínez Campos pronunciamiento, a marcat începutul Restaurației Spaniole. Republica a fost fondată odată cu abdicarea Regelui Amadeo I la 10 februarie 1873, urmat de Hidalgo Affair, care a fost forțat de guvernul radical să semneze decretul împotriva ofițerilor de artilerie. În următoarea zi, pe 11 februarie, republica a fost declarată de majoritatea parlamentară formată din radicalii, republicanii și democrații.

## Prezentare generală
Adunarea constituantă a fost chemată pentru a scrie o constituție federală. Radicalii au preferat o republică unitară, cu un rol mult mai mic pentru provincii, și odată  ce a fost proclamată republica, cele două părți s-au întors una împotriva celeilalte. Inițial, radicalii a fost alungați de la putere, alăturându-se celor care fuseseră izogniți în timpul revoluției din 1868 sau de Războiul Carlist.
Prima încercare de republică din istoria Spaniei a fost o experiență scurtă, caracterizată prin profundă instabilitate poltică și socială și violențe. Republica a fost guvernată de patru președinți - Estanislao Figueras, Francesc Pi i Margall, Nicolás Salmerón, Emilio Castelar; apoi, la 11 luni de la proclamarea republicii, Generalul  Manuel Pavía a condus o lovitură de stat și a stabilit o republică unificată dominată de Francisco Serrano.
Perioada a fost marcată de trei războaie civile simultan : al treilea Război Carlist, Revoluția Cantonal, Revoluția Petrolului; și de Războiul de Zece Ani din Cuba. Problemele grave de consolidare a regimului a dus la lipsa de încredere în republicani, care a dus la împărțirea lor în federaliști și unitarieni și a lipsei sprijinului popular. Subversiunea în armată, o serie de ascensiuni a unor cantonaliști locali, instabilitatea din Barcelona, loviturile de stat anti-federaliste eșuate, chemarea la revoluție de către Asociația Internațională a Muncitorilor, lipsa de orice fel de sprijin politic, și luptele personale a liderilor republicani au dus la slăbirea republicii.
Sfârșitul republicii a avut loc la 3 Ianuarie 1874, când Căpitanul General al Madridului Manuel Pavía, s-a pronunțat împotriva guvernului federalist și a chemat toate partidele cu excepția Federaliștilor și Carliștilor să formeze un guvern național. Monarhiștii și Republicanii au refuzat lăsându-i pe Radicaliștii unitari și pe Constituționaliști să guverneze singuri. Generalul Francisco Serrano a format un nou guvern și s-a pus Președinte al Republicii deși era o formalitate deorece ”cortes” fusese dizolvată.
Forțele Carliste s-au asigurat expansiunea teritoriilor sub controlul lor ajungând la cea mai mare extindere teritorială la începutul lui 1874, deși o serie de înfrângeri ale armatei nordice a republicii în a doua jumătate a anului ar fi putut duce la sfârșitul războiului, dacă nu ar fi fost vreme rea. În orice caz, alți monarhiști au luat numele de Alfonsiști ca suporteri a lui Alfonso, fiul fostei regine Isabela. Această perioadă a Republicii a durat până când brigadierul Martínez-Campos și-a pronunțat susținerea pentru Alfonso la Sagunto la 29 decembrie 1874, iar restul armatei a refuzat să acționeze împotriva sa. Guvernul s-a prăbușit, ceea ce a dus la sfârșitul republicii și la restabilirea monarhiei Bourbon cu proclamarea lui Alfonso XII ca rege.